# باغدارين (بورجاتيجا)
باغدارين (بالروسية: Багдарин) هي مدينة في جمهورية بورياتيا في روسيا.
يبلغ عدد سكانها حوالي 4638  نسمة.